# Iván Salgado López
Iván Salgado López est un joueur d'échecs espagnol né le 29 mai 1991 à Orense. Grand maître international depuis 2008, il a remporté deux fois le championnat d'Espagne (en 2013 et 2017) et la médaille de bronze au championnat d'Europe de blitz 2014 à Wroclaw. Lors de la coupe du monde d'échecs 2011, il fut éliminé au premier tour par Ernesto Inarkiev (0,5-1,5).
Au 1er août 2016, il est le numéro deux espagnol avec un classement Elo de 2 651.

## Compétitions par équipe
Salgado López a représenté l'Espagne lors de trois olympiades (de 2010 à 2014) et de quatre championnats d'Europe par équipe.